# Ieperfest
Das Ieperfest (oder auch Ieper Hardcore Fest) ist ein mehrtägiges Musikfestival in der belgischen Stadt Ieper. Es findet seit 1992 regelmäßig in der letzten August-Woche statt und wird als größtes Hardcore-Festival Europas beschrieben. Das Ieperfest ist eine DIY-Veranstaltung. Seit der ersten Ausgabe des Festivals spielten bereits mehrere Szenegrößen aus der Hardcore-Punk-Szene, sowie deren Subgenres, wie Agnostic Front, Terror, Unearth, Sick of It All, Raised Fist, The Black Dahlia Murder und Shai Hulud. Aber auch unbekanntere Bands aus Südamerika, Asien und Australien traten auf dem Festival auf, zum Beispiel Still X Strong und Bandanos aus Brasilien, Nueva Ética aus Argentinien, Suckinim Benaim aus Israel und An Emerald City aus Neuseeland.
Das Festival lockt jährlich bis zu 10,000 Besucher an und gilt sowohl als das größte und dienstälteste Underground-Festival der Welt. In einem Interview mit dem deutschen Ox-Fanzine gaben die Veranstalter bekannt, kaum Sponsoring zu betreiben, da das Festival ohne Sponsorengelder großer Firmen auskommen will. Lediglich wenige lokale Unternehmen unterstützen das Festival. Das Organisationsteam des Festivals bestand zeitweise auf 15 Personen und kann auf 120 freiwillige Mithelfer zurückgreifen. Das Festival soll, laut Veranstalter, auf einer möglichst ökologischen Basis ausgerichtet sein. 2010 gewann das Festival den Flemish Greenevent Award. Das Ieperfest ist kein reines Musikfestival. Seit einigen Jahren existiert die „More Than Music“-Bühne an der unter anderem Diskussionen über Tierrechte, Anarchismus, DIY und Politik stattfinden.